# Amanda Falck Weberová
Amanda Falck Weberová (* 28. července 1996 Hørsholm, Dánsko) je dánská reprezentantka v orientačním běhu. Na mistrovství světa v roce 2018 v Lotyšsku získala s dánským týmem bronz v mix štafetách. Je také dorosteneckou vicemistryní Evropy na klasické trati z MED 2011, které se konalo v Jindřichově Hradci. V současnosti běhá za dánský klub Tisvilde Hegn OK a pobývá v Aarhusu.

## Sportovní kariéra
| Přehled úspěchů na Mistrovství světa | Přehled úspěchů na Mistrovství světa | Přehled úspěchů na Mistrovství světa | Přehled úspěchů na Mistrovství světa | Přehled úspěchů na Mistrovství světa | Přehled úspěchů na Mistrovství světa |
| Mistrovství světa                    | Sprint                               | Middle                               | Long                                 | Štafety                              | Mix štafety                          |
| ------------------------------------ | ------------------------------------ | ------------------------------------ | ------------------------------------ | ------------------------------------ | ------------------------------------ |
| Riga 2018                            | X                                    | X                                    | 27. místo                            | 6. místo                             | 3. místo                             |
| Tartu 2017                           | 25. místo                            | X                                    | DSQ                                  | X                                    | X                                    |

| Přehled úspěchů na Mistrovství světa juniorů | Přehled úspěchů na Mistrovství světa juniorů | Přehled úspěchů na Mistrovství světa juniorů | Přehled úspěchů na Mistrovství světa juniorů | Přehled úspěchů na Mistrovství světa juniorů |
| Mistrovství světa juniorů                    | Sprint                                       | Middle                                       | Long                                         | Štafety                                      |
| -------------------------------------------- | -------------------------------------------- | -------------------------------------------- | -------------------------------------------- | -------------------------------------------- |
| Engadin 2016                                 | 16. místo                                    | 17. místo                                    | 26. místo                                    | 10. místo                                    |
| Rauland 2015                                 | 71. místo                                    | 27. místo                                    | 60. místo                                    | 6. místo                                     |
| Borovets 2014                                | 26. místo                                    | 43. místo                                    | 37. místo                                    | X                                            |
| Hradec Králové 2013                          | 51. místo                                    | Q                                            | 23. místo                                    | 11. místo                                    |

| Přehled úspěchů na Mistrovství Evropy dorostenců | Přehled úspěchů na Mistrovství Evropy dorostenců | Přehled úspěchů na Mistrovství Evropy dorostenců | Přehled úspěchů na Mistrovství Evropy dorostenců |
| Mistrovství Evropy dorostu                       | Sprint                                           | Long                                             | Štafety                                          |
| ------------------------------------------------ | ------------------------------------------------ | ------------------------------------------------ | ------------------------------------------------ |
| Limousin 2012                                    | X                                                | X                                                | 8. místo                                         |
| Jindřichův Hradec 2011                           | X                                                | 2. místo                                         | 5. místo                                         |